# Oymyakon
Oymyakon (tiếng Nga: Оймяко́н, tiếng Yakut: Өймөкөөн, Öymököön) là một ngôi làng thuộc cộng hòa Sakha ở huyện Oymyakonsky thuộc Siberia của Nga, nằm dọc theo sông Indigirka, cách Tomtor khoảng 30 kilômét (19 mi) về phía tây bắc theo trục quốc lộ Kolyma. Nơi đây được biết đến là một trong những khu định cư có người ở lạnh nhất trên thế giới.

## Từ nguyên
Ngôi làng được đặt tên theo sông Oymyakon, vốn được người Even gọi là kheium, có nghĩa là "nước không đóng băng, nơi cá sống vào mùa đông." Tuy nhiên, một nguồn khác cho rằng một từ Even khác là heyum (hэjум) (kheium có thể là một lỗi chính tả), có nghĩa là "hồ bị đóng băng", mới là nghĩa gốc của cái tên Oymyakon.

## Địa lý

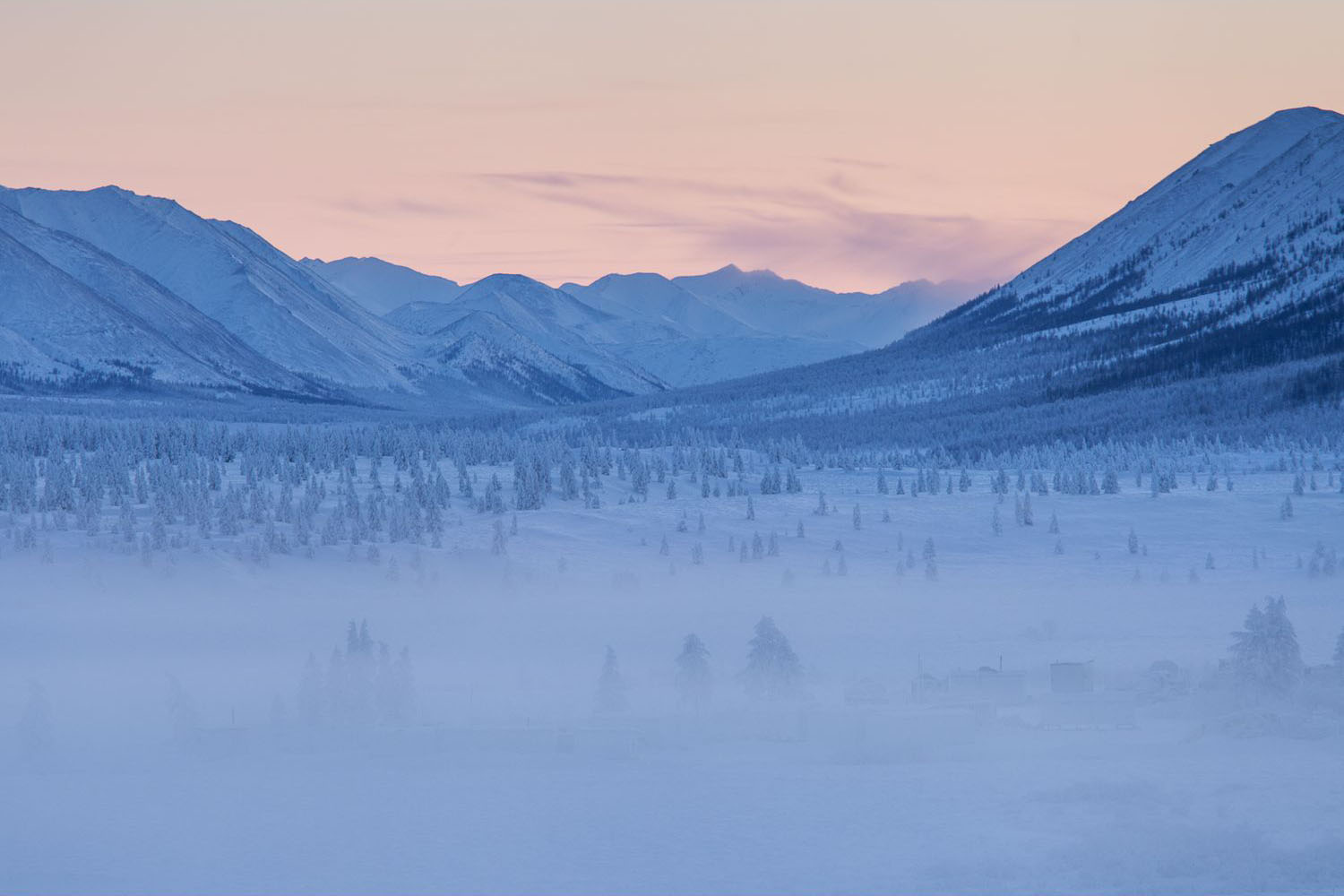
Một thung lũng rừng taiga gần Oymyakon vào tháng 2 năm 2013.

Ngôi làng nằm ở tả ngạn của sông Indigirka, ở độ cao 745 mét so với mực nước biển. Các khu vực đông dân cư gần nhất là Khara-Tumul (gần nhất) và Bereg-Yurdea. Cũng gần Oymyakon là các làng Tomtor và Yuchygey.
Nằm gần khu vực địa cực, Oymyakon có sự dao động lớn về số giờ ban ngày trong năm. Thời lượng ngày thay đổi từ 4 giờ 36 phút (ngày 22 tháng 12) đến 20 giờ 28 phút (ngày 22 tháng 6). Từ ngày 24 tháng 5 đến ngày 21 tháng 7, có xuất hiện đêm trắng khi bầu trời sáng cả ngày.
Oymyakon có hai thung lũng chính bao quanh ngôi làng. Những thung lũng này giữ gió bên trong làng và tạo ra khí hậu lạnh hơn. Oymyakon chỉ cách vòng Bắc Cực 350 km về phía nam, nằm trên cao nguyên Trung Xibia, lại có nhiều ngọn núi chắn gió ấm từ phía nam thổi đến. Những điều này khiến thời tiết ở làng trở nên khắc nghiệt gần như quanh năm. Tuy nhiên, trẻ em vẫn được phép đến trường nếu nhiệt độ ấm hơn −55.0 °C (−67.0 °F).

## Lịch sử
Ngôi làng được thành lập từ năm 1920 đến 1930, ban đầu là trạm dừng chân cho những người chăn tuần lộc đến suối nước nóng để lấy nước sinh hoạt vào mùa đông. Đây cũng là nguồn nước chính của làng.
Trong nỗ lực để buộc dân du mục phải ổn định nơi ở, chính phủ Liên Xô đã biến nơi này thành một khu vực định cư lâu dài. Trong chiến tranh thế giới thứ hai, một sân bay đã được xây dựng ở đó để phục vụ cho tuyến đường hàng không Alaska-Siberia (ALSIB) được sử dụng nhằm vận chuyển máy bay Lend-Lease của Mỹ đến mặt trận chiến tranh Xô-Đức.
Trong vài thập kỷ qua, dân số Oymyakon đã giảm đáng kể. Ngôi làng có dân số cao nhất khoảng 2.500 người khi đó là một thị trấn trung tâm của khu vực, nhưng con số đó đã giảm xuống dưới 900 vào năm 2018.

## Khí hậu
Với khí hậu cận cực khắc nghiệt (phân loại khí hậu Koppen Dfd / Dwd), Oymyakon được biết đến như một trong những nơi được coi là "Cực giá lạnh" của Bắc bán cầu, bên cạnh đó là thị trấn Verkhoyansk, nằm cách Oymyakon 629 km (391 dặm) bằng đường hàng không. Mặt đất bị đóng băng vĩnh viễn (băng vĩnh cửu).

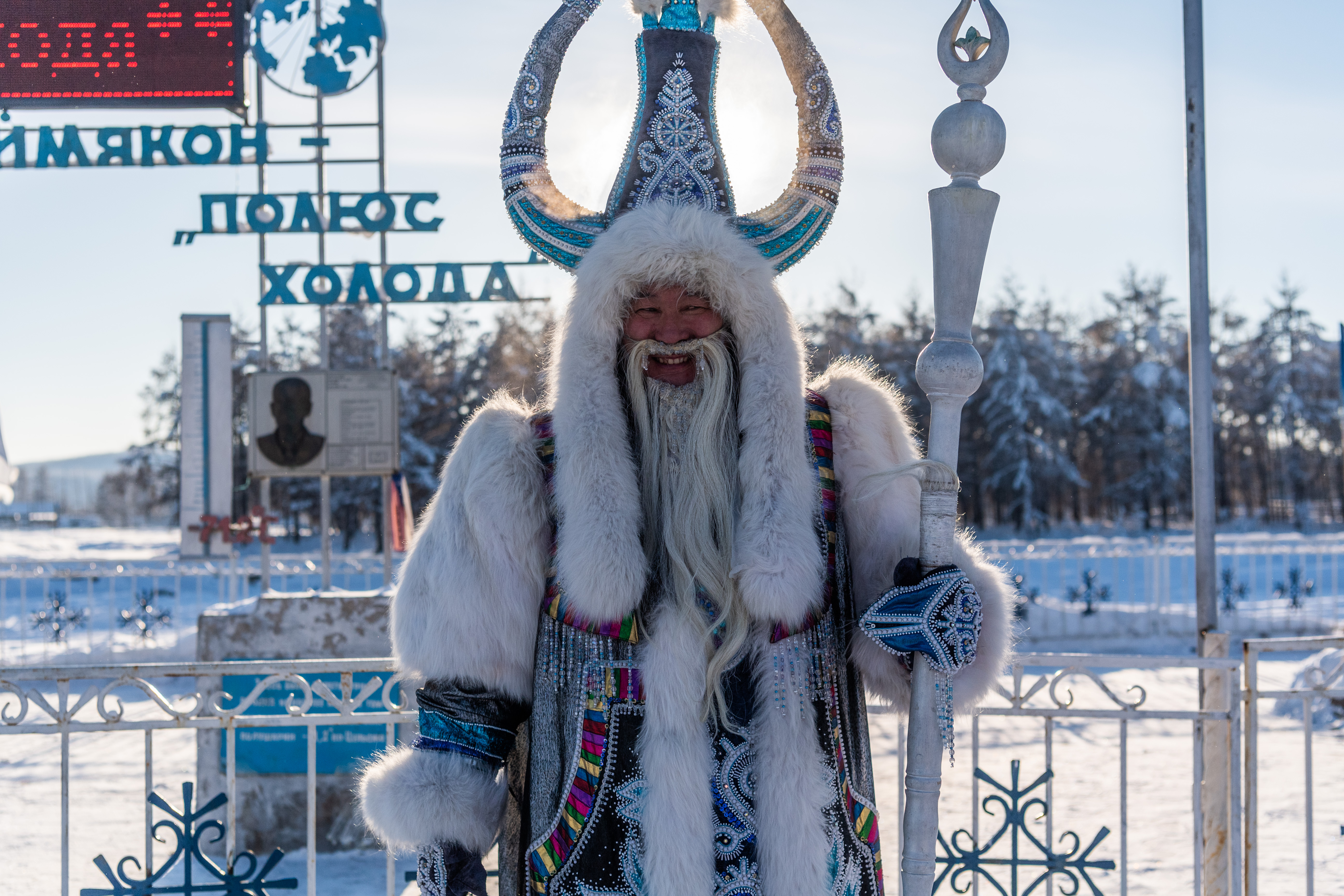
Một người đàn ông hóa trang thành Chyskhaan, biểu tượng của cái lạnh trong thần thoại dân gian Yakut.

Có một tượng đài được xây dựng xung quanh quảng trường kỷ niệm một lần đo nhiệt độ vào những năm 1920 là −71.2 °C. Điều này đã được hiển thị trên chương trình 60 phút của Úc trong một bộ phim tài liệu năm 2012. Vào ngày 6 tháng 2 năm 1933, nhiệt độ −67,7 °C (−89,9 °F) đã được ghi lại tại trạm thời tiết của Oymyakon. Đây là nhiệt độ lạnh nhất được ghi nhận chính thức ở Bắc bán cầu. Chỉ có Nam Cực mới ghi nhận nhiệt độ chính thức thấp hơn (thấp nhất là −89,2 °C (−128,6 °F), được ghi nhận tại trạm Vostok vào ngày 21 tháng 7 năm 1983).
Trạm thời tiết nằm trong một thung lũng giữa Oymyakon và Tomtor. Trạm này tọa lạc ở độ cao 750 mét (2.460 ft) và những ngọn núi xung quanh ở độ cao 1.100 mét (3.600 ft), khiến không khí lạnh tràn vào thung lũng: thực tế, các nghiên cứu gần đây cho thấy nhiệt độ mùa đông trong khu vực tăng theo độ cao khoảng 10 °C (18 °F).
Trong một số năm, nhiệt độ giảm xuống dưới 0 °C (32 °F) vào cuối tháng 9 và có thể vẫn ở dưới mức đóng băng cho đến giữa tháng 4. Ở Oymyakon đôi khi nhiệt độ trung bình tối thiểu cho tháng 1, tháng 2 và tháng 12 vẫn dưới −50 °C (−58 °F). Đôi khi các tháng mùa hè cũng có thể khá lạnh, nhưng tháng 6 và tháng 7 là những tháng duy nhất mà nhiệt độ chưa bao giờ xuống dưới −10 °C (14 °F). Oymyakon và Verkhoyansk là hai nơi duy nhất có người ở trên thế giới khi nhiệt độ xuống dưới −60 °C (−76 °F) mỗi ngày trong tháng 1.
Oymyakon chưa bao giờ ghi nhận nhiệt độ trên mức đóng băng trên từ ngày 25 tháng 10 đến ngày 17 tháng 3. Tuyết rơi khá thường xuyên trong mùa xuân và mùa thu, nhưng trong mùa hè và mùa đông thì rất hiếm, do ảnh hưởng mạnh của áp cao Siberia vào mùa đông trong khi nhiệt độ thị trấn thường trên mức đóng băng trong những tháng mùa hè.
Mặc dù mùa đông ở Oymyakon kéo dài và cực kỳ lạnh giá, mùa hè lại khá ôn hòa ấm áp, đôi khi có thể nóng. Tháng ấm nhất được ghi nhận là tháng 7 năm 2010 với nhiệt độ trung bình +14,7 °C (58,5 °F). Vào tháng 6, tháng 7 và tháng 8, nhiệt độ trên 30 °C (86 °F) không phải là hiếm trong ngày. Vào ngày 28 tháng 7 năm 2010, Oymyakon ghi nhận nhiệt độ cao kỷ lục 34,6 °C (94 °F), mang lại biên độ nhiệt lên đến 102,3 °C (184,1 °F). Verkhoyansk và Yakutsk là những nơi khác duy nhất trên thế giới có sự chênh lệch nhiệt độ cao hơn 100 °C (180 °F).
Khí hậu Oymyakon khá khô, nhưng vì nhiệt độ trung bình hàng tháng dưới mức đóng băng đến bảy tháng trong năm, sự bốc hơi đáng kể chỉ xảy ra trong những tháng mùa hè. Mùa hè ẩm ướt hơn nhiều so với mùa đông.
| Dữ liệu khí hậu của Oymyakon (1981–2010), extremes 1891–present | Dữ liệu khí hậu của Oymyakon (1981–2010), extremes 1891–present | Dữ liệu khí hậu của Oymyakon (1981–2010), extremes 1891–present | Dữ liệu khí hậu của Oymyakon (1981–2010), extremes 1891–present | Dữ liệu khí hậu của Oymyakon (1981–2010), extremes 1891–present | Dữ liệu khí hậu của Oymyakon (1981–2010), extremes 1891–present | Dữ liệu khí hậu của Oymyakon (1981–2010), extremes 1891–present | Dữ liệu khí hậu của Oymyakon (1981–2010), extremes 1891–present | Dữ liệu khí hậu của Oymyakon (1981–2010), extremes 1891–present | Dữ liệu khí hậu của Oymyakon (1981–2010), extremes 1891–present | Dữ liệu khí hậu của Oymyakon (1981–2010), extremes 1891–present | Dữ liệu khí hậu của Oymyakon (1981–2010), extremes 1891–present | Dữ liệu khí hậu của Oymyakon (1981–2010), extremes 1891–present | Dữ liệu khí hậu của Oymyakon (1981–2010), extremes 1891–present |
| Tháng                                                           | 1                                                               | 2                                                               | 3                                                               | 4                                                               | 5                                                               | 6                                                               | 7                                                               | 8                                                               | 9                                                               | 10                                                              | 11                                                              | 12                                                              | Năm                                                             |
| --------------------------------------------------------------- | --------------------------------------------------------------- | --------------------------------------------------------------- | --------------------------------------------------------------- | --------------------------------------------------------------- | --------------------------------------------------------------- | --------------------------------------------------------------- | --------------------------------------------------------------- | --------------------------------------------------------------- | --------------------------------------------------------------- | --------------------------------------------------------------- | --------------------------------------------------------------- | --------------------------------------------------------------- | --------------------------------------------------------------- |
| Cao kỉ lục °C (°F)                                              | −16.6 (2.1)                                                     | −12.5 (9.5)                                                     | 2.0 (35.6)                                                      | 11.7 (53.1)                                                     | 26.2 (79.2)                                                     | 31.1 (88.0)                                                     | 34.6 (94.3)                                                     | 33.1 (91.6)                                                     | 23.7 (74.7)                                                     | 11.0 (51.8)                                                     | −2.1 (28.2)                                                     | −6.5 (20.3)                                                     | 34.6 (94.3)                                                     |
| Trung bình ngày tối đa °C (°F)                                  | −42.5 (−44.5)                                                   | −35.4 (−31.7)                                                   | −20.8 (−5.4)                                                    | −3.7 (25.3)                                                     | 9.1 (48.4)                                                      | 20.0 (68.0)                                                     | 22.7 (72.9)                                                     | 18.2 (64.8)                                                     | 8.9 (48.0)                                                      | −9.2 (15.4)                                                     | −30.7 (−23.3)                                                   | −42 (−44)                                                       | −8.8 (16.2)                                                     |
| Trung bình ngày °C (°F)                                         | −46.4 (−51.5)                                                   | −42 (−44)                                                       | −31.2 (−24.2)                                                   | −13.6 (7.5)                                                     | 2.7 (36.9)                                                      | 12.6 (54.7)                                                     | 14.9 (58.8)                                                     | 10.3 (50.5)                                                     | 2.3 (36.1)                                                      | −14.8 (5.4)                                                     | −35.2 (−31.4)                                                   | −45.5 (−49.9)                                                   | −15.5 (4.1)                                                     |
| Tối thiểu trung bình ngày °C (°F)                               | −50 (−58)                                                       | −47.3 (−53.1)                                                   | −40 (−40)                                                       | −23.9 (−11.0)                                                   | −4.7 (23.5)                                                     | 4.0 (39.2)                                                      | 6.2 (43.2)                                                      | 2.6 (36.7)                                                      | −3.7 (25.3)                                                     | −20.4 (−4.7)                                                    | −39.3 (−38.7)                                                   | −48.8 (−55.8)                                                   | −22.1 (−7.8)                                                    |
| Thấp kỉ lục °C (°F)                                             | −65.4 (−85.7)                                                   | −67.7 (−89.9)                                                   | −60.6 (−77.1)                                                   | −46.4 (−51.5)                                                   | −28.9 (−20.0)                                                   | −9.7 (14.5)                                                     | −9.3 (15.3)                                                     | −17.1 (1.2)                                                     | −25.3 (−13.5)                                                   | −47.6 (−53.7)                                                   | −58.5 (−73.3)                                                   | −62.8 (−81.0)                                                   | −67.7 (−89.9)                                                   |
| Lượng Giáng thủy trung bình mm (inches)                         | 6 (0.2)                                                         | 7 (0.3)                                                         | 5 (0.2)                                                         | 6 (0.2)                                                         | 13 (0.5)                                                        | 34 (1.3)                                                        | 45 (1.8)                                                        | 39 (1.5)                                                        | 23 (0.9)                                                        | 14 (0.6)                                                        | 12 (0.5)                                                        | 8 (0.3)                                                         | 215 (8.5)                                                       |
| Số ngày giáng thủy trung bình (≥ 1.0 mm)                        | 3.0                                                             | 2.6                                                             | 1.4                                                             | 1.8                                                             | 3.2                                                             | 6.6                                                             | 8.7                                                             | 7.7                                                             | 5.1                                                             | 4.9                                                             | 4.0                                                             | 3.0                                                             | 52.0                                                            |
| Số ngày mưa trung bình                                          | 0                                                               | 0                                                               | 0                                                               | 0                                                               | 10                                                              | 17                                                              | 17                                                              | 18                                                              | 13                                                              | 1                                                               | 0                                                               | 0                                                               | 76                                                              |
| Số ngày tuyết rơi trung bình                                    | 23                                                              | 23                                                              | 16                                                              | 10                                                              | 9                                                               | 1                                                               | 0                                                               | 0                                                               | 9                                                               | 21                                                              | 23                                                              | 20                                                              | 156                                                             |
| Độ ẩm tương đối trung bình (%)                                  | 75                                                              | 74                                                              | 72                                                              | 68                                                              | 60                                                              | 59                                                              | 65                                                              | 70                                                              | 73                                                              | 79                                                              | 77                                                              | 74                                                              | 71                                                              |
| Số giờ nắng trung bình tháng                                    | 28                                                              | 118                                                             | 244                                                             | 284                                                             | 282                                                             | 304                                                             | 298                                                             | 236                                                             | 151                                                             | 113                                                             | 58                                                              | 13                                                              | 2.129                                                           |
| Nguồn 1: Погода и Климат,January record lowFebruary record low  |                                                                 |                                                                 |                                                                 |                                                                 |                                                                 |                                                                 |                                                                 |                                                                 |                                                                 |                                                                 |                                                                 |                                                                 |                                                                 |
| Nguồn 2: NOAA (precipitation days and sunshine hours)           |                                                                 |                                                                 |                                                                 |                                                                 |                                                                 |                                                                 |                                                                 |                                                                 |                                                                 |                                                                 |                                                                 |                                                                 |                                                                 |

## Kinh tế và cơ sở hạ tầng

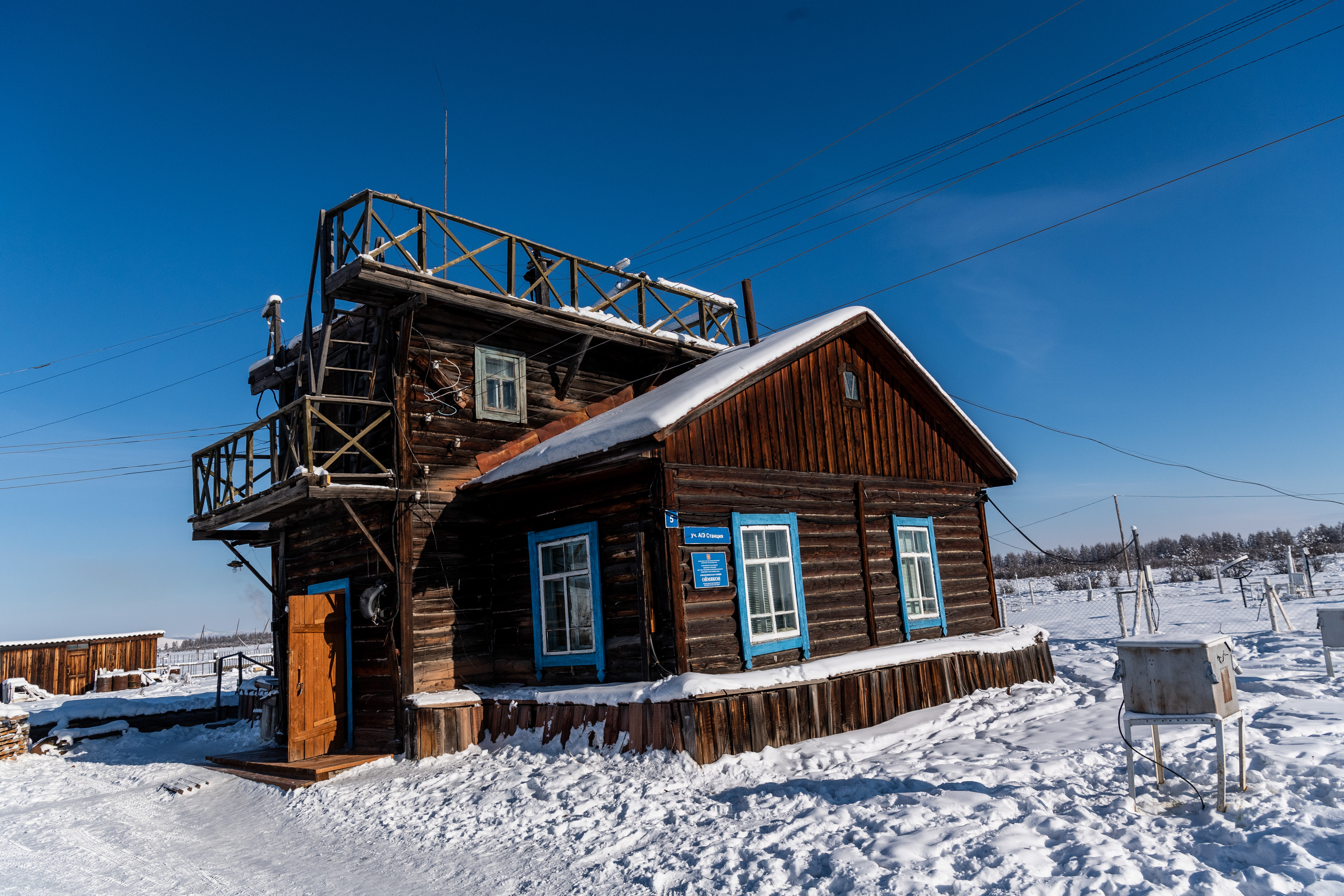
Trạm thời tiết.

Hiện nay, Oymyakon đã có tương đối đầy đủ các tiện ích cần thiết như bưu điện, ngân hàng, khách sạn, thậm chí cả sân bay - thường hoạt động khi tiết trời ấm áp với những chiếc phi cơ nhỏ có sức chở tối đa 12 hành khách. Trong làng chỉ có một cửa hàng bách hóa duy nhất cung cấp các nhu yếu phẩm cho người dân. Ngoài ra ở đây còn có nhà máy sưởi hoạt động bằng than để giữ ấm cho dân làng vào mùa đông. Ngay đầu lối vào của ngôi làng là đài tưởng niệm đánh dấu nhiệt độ lạnh kỷ lục đo được ở đây là -71,2 °C vào năm 1924, với dòng chữ "Oymyakon - Điểm cực giá lạnh" bằng tiếng Nga.
Trời lạnh quanh năm là điều bất lợi cho người dân ở Oymyakon. Đến nay, ngựa và xe kéo vẫn là phương tiện phổ biến của người dân vì ô tô và các loại xe khác gặp quá nhiều khó khăn để di chuyển trên đường. Lớp tuyết dày quanh năm khiến giao thông không thể hoạt động bình thường. Người dân phải sưởi ấm động cơ xe của mình nếu không muốn nó bị đóng băng. Ngay cả tắm cũng là điều khó khăn ở Oymyakon. Mặt đất đóng băng khiến hệ thống ống nước dẫn vào nhà gần như tê liệt, nên người dân ở đây thường phải tắm ngoài trời, trong các nhà tắm cỡ nhỏ. Ngoài ra, người dân còn phải đối mặt với một loạt thách thức khác trong điều kiện thời tiết khắc nghiệt như bút mực đóng băng, pin hết điện nhanh và kim loại dính vào da. Tuy nhiên, khó khăn nhất vẫn là những gia đình có tang. Để có thể đào được huyệt mộ, mọi người phải đốt lửa để rã đông băng tuyết hàng giờ đồng hồ, sau đó mới có thể đào sâu để chuẩn bị nơi chôn cất người quá cố.

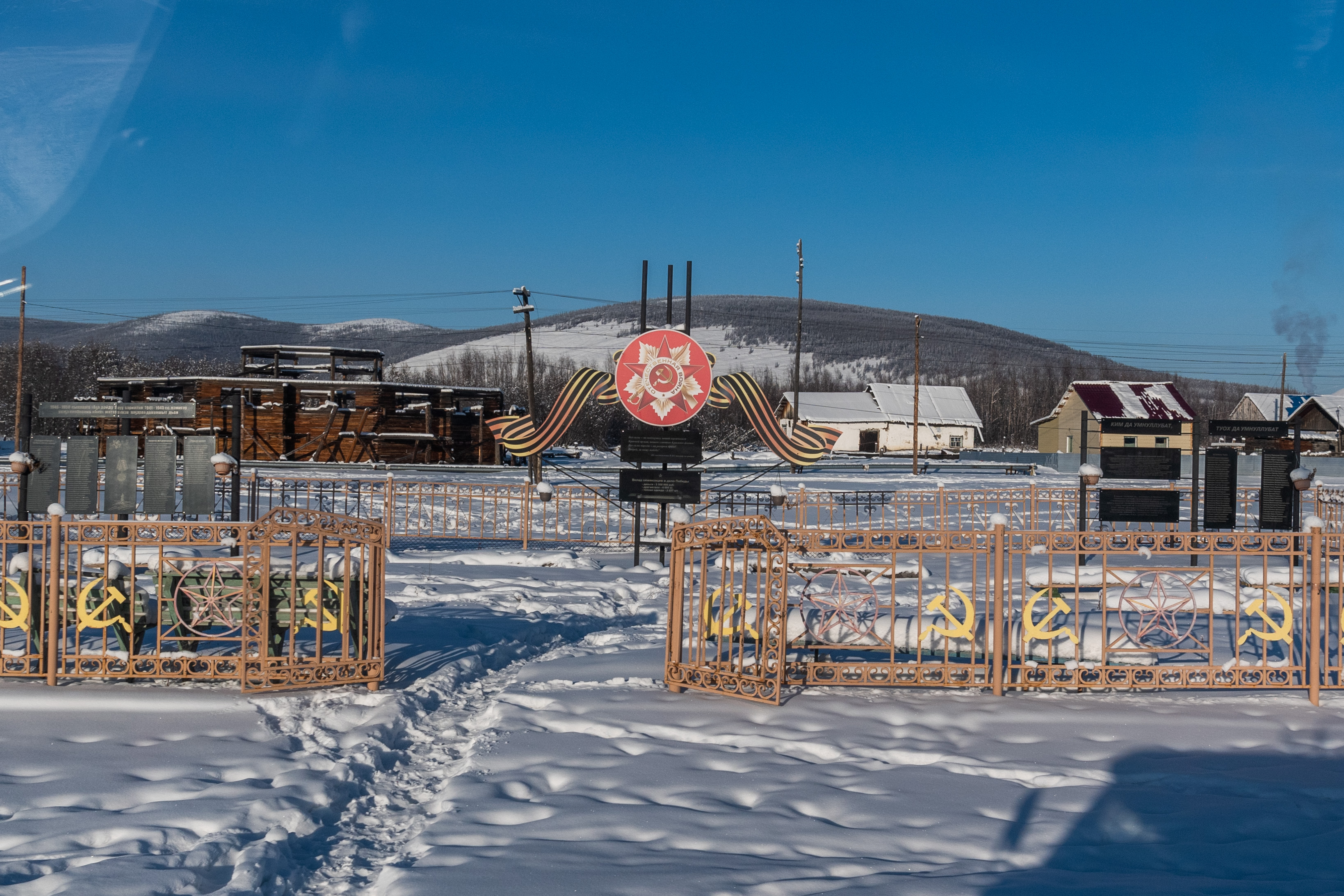
Đài tưởng niệm "chiến thắng Vệ quốc", trang trí bởi sao đỏ, búa liềm, và ruy băng St. George, tháng 2 năm 2019.

Thành phần dân cư ở đây chủ yếu là người bản địa Yakut, với một số ít người Nga và người Ukraina. Họ sống chủ yếu dựa vào chăn nuôi ngựa Yakut hoặc tuần lộc, câu cá, buôn bán lông thú và cả làm việc trong các nhà máy tạo nhiệt trong thị trấn. Người dân chủ yếu ăn thịt tuần lộc hay thịt ngựa, súp, cá trong các bữa ăn hàng ngày. Ngoài ra, để chống chọi với cái lạnh, họ thường xuyên sử dụng một loại đồ uống có tên Russki chai hay trà đen Nga, nấu từ trái cây cắt lát, quế, cỏ bốn lá. Cá đông lạnh là một trong những đặc sản tại Oymyakon. Cá khi được bắt lên khỏi hồ băng sẽ gần như đóng băng ngay lập tức. Người dân chỉ cần bày nguyên con cá đã bị đông cứng như vậy lên sạp bán hàng.
Ngôi làng cũng đang thu hút nhiều khách du lịch đến để trải nghiệm thời tiết khắc nghiệt, khám phá cuộc sống người dân địa phương cũng như đi săn tuần lộc, câu cá trên băng và tắm suối nước nóng. Để đến Oymyakon, du khách phải di chuyển bằng ô tô trong vòng hai ngày từ thành phố Yakutsk - thủ phủ của cộng hòa Sakha, cách làng 927 km, dọc theo quốc lộ Kolyma hay còn gọi là "con đường xương cốt" bởi xương của hàng ngàn tù nhân khổ sai thời Liên Xô bị chết rét trong lúc làm con đường này được chôn ngay bên lề đường. Để đảm bảo động cơ không bị đóng băng, những chiếc xe phải liên tục nổ máy, kể cả khi dừng lại. Dọc đường có rất nhiều trạm xăng mở cửa 24/24, mỗi nhân viên tại đây chỉ làm việc hai tuần trong tháng.

## Văn hóa

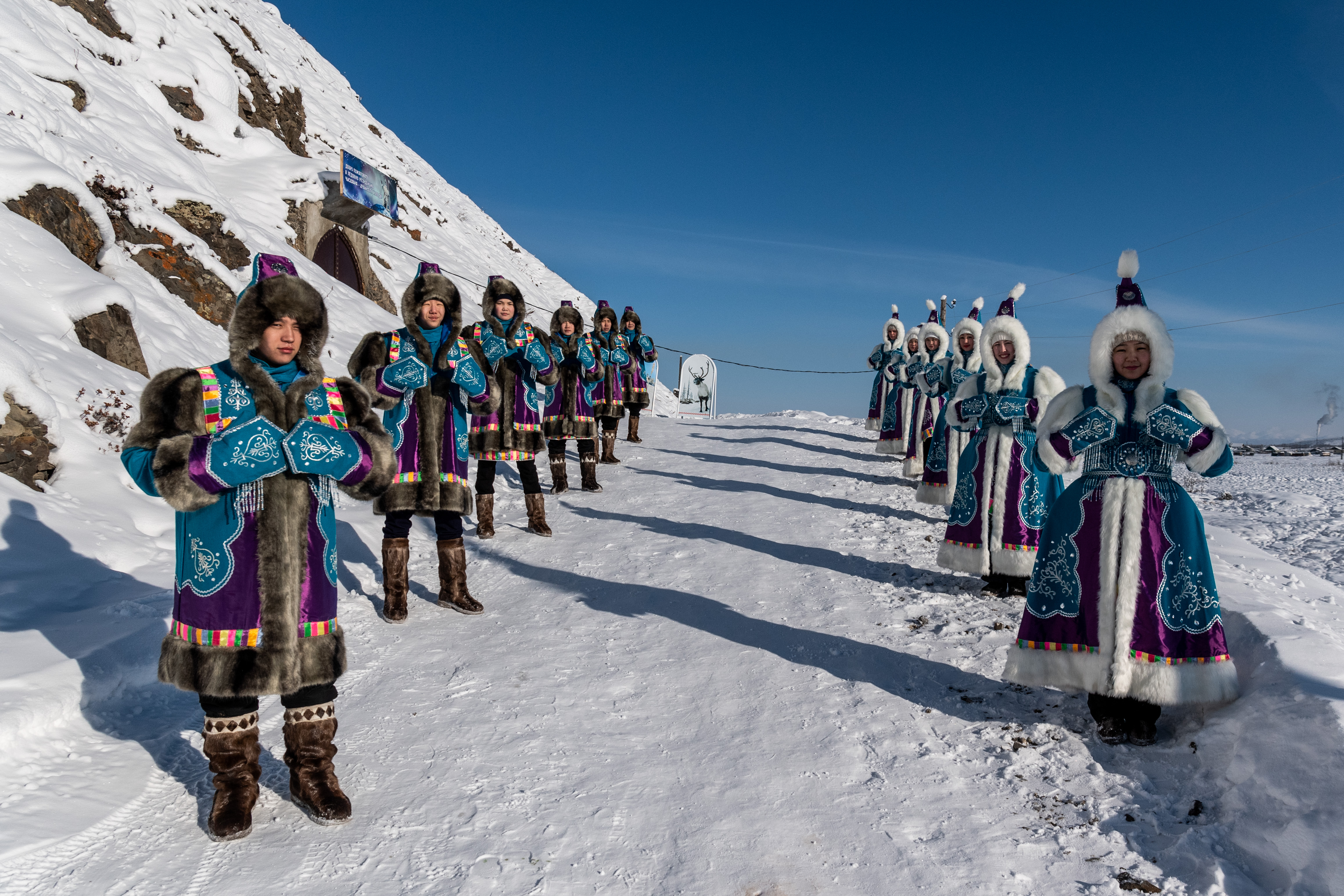
Những người Yakut bản địa sống trong làng.

Trong những ngày cuối mùa đông vào tháng 3, người dân nơi đây tổ chức lễ hội "cực giá lạnh" Cold Pole Festival. Tại đây, du khách có thể thưởng thức lễ kỷ niệm sôi động với âm nhạc, những điệu nhảy của người Yakut bản địa, hay trải nghiệm các hoạt động thú vị như câu cá trên băng, đua tuần lộc, ngồi xe chó kéo và thưởng thức ẩm thực địa phương.